# Bear spread
Bear spread é um termo usado pelo mercado financeiro para se referir a uma operação estruturada com opção sobre ação que visa antecipar uma queda no ativo subjacente. A palavra bear significa urso em inglês, devido ao movimento da sua patada de cima para baixo.
A operação é formada pela compra e pela venda simultânea de duas opções de venda de mesmo vencimento.